# Miss Globe International
Miss Globe International è un concorso di bellezza internazionale organizzato annualmente dal 1925 dalla Miss Globe Organization. Il concorso è aperto a tutte le donne non sposate di età compresa fra i diciotto e i ventiquattro anni. 

## Albo d'oro
| Anno      | Vincitrice                     | Provenienza  | Città ospite | Nazione ospite |
| --------- | ------------------------------ | ------------ | ------------ | -------------- |
| 1925      | Arak Çetin (detronizzata)      | Turchia      | Istanbul     | Turchia        |
| 1925      | Alma Cavagnaro                 | Stati Uniti  | Boston       | Stati Uniti    |
| 1926      | Marie Graham                   | Stati Uniti  | Boston       | Stati Uniti    |
| 1927      | Mary Broderick                 | Stati Uniti  | Boston       | Stati Uniti    |
| 1928      | Mildred Yore                   | Stati Uniti  | Boston       | Stati Uniti    |
| 1929      | Edith Peterson                 | Stati Uniti  | Boston       | Stati Uniti    |
| 1930      | Catherine Hance                | Stati Uniti  | Boston       | Stati Uniti    |
| 1931      | Marguerite Gaudette            | Stati Uniti  | Boston       | Stati Uniti    |
| 1932      | Florence Lowney                | Stati Uniti  | Boston       | Stati Uniti    |
| 1933      | Geraldine Wallace              | Stati Uniti  | Boston       | Stati Uniti    |
| 1934      | Marion Bergeron                | Stati Uniti  | Boston       | Stati Uniti    |
| 1935      | Nazire Hanim                   | Turchia      | Istanbul     | Turchia        |
| 1936      | Emily Speicher                 | Stati Uniti  | Istanbul     | Turchia        |
| 1937      | Evelyn Landry                  | Stati Uniti  | Istanbul     | Turchia        |
| 1938      | Flora Sleeper                  | Stati Uniti  | Istanbul     | Turchia        |
| 1939      | Patricia Donnelly              | Stati Uniti  | Istanbul     | Turchia        |
| 1940      | Mildred Gardner                | Stati Uniti  | Istanbul     | Turchia        |
| 1941      | Florence Bolduc                | Stati Uniti  | Istanbul     | Turchia        |
| 1942      | Berta Magnuson                 | Stati Uniti  | Istanbul     | Turchia        |
| 1943      | Lucille Covey                  | Stati Uniti  | Boston       | Stati Uniti    |
| 1944      | Marilyn Dearborn               | Stati Uniti  | Boston       | Stati Uniti    |
| 1945      | Bunny Vernette                 | Stati Uniti  | Boston       | Stati Uniti    |
| 1946      | Barbara Casey                  | Stati Uniti  | Boston       | Stati Uniti    |
| 1947      | Norma Jeane Mortenson          | Stati Uniti  | Boston       | Stati Uniti    |
| 1948      | Hazel Burbang                  | Stati Uniti  | Boston       | Stati Uniti    |
| 1949      | Louise Helff                   | Stati Uniti  | Hollywood    | Stati Uniti    |
| 1950      | Colleen Gallant                | Stati Uniti  | Hollywood    | Stati Uniti    |
| 1951      | Marlene King                   | Stati Uniti  | Hollywood    | Stati Uniti    |
| 1952      | ???                            | Stati Uniti  | Hollywood    | Stati Uniti    |
| 1953      | Ayten Akyol                    | Turchia      | Istanbul     | Turchia        |
| 1954      | Barbara Quinlin                | Stati Uniti  | Istanbul     | Turchia        |
| 1955      | Gail White                     | Stati Uniti  | Istanbul     | Turchia        |
| 1956      | Sharon Ritchie                 | Stati Uniti  | Istanbul     | Turchia        |
| 1957      | Linda Hattman                  | Stati Uniti  | Detroit      | Stati Uniti    |
| 1958      | ???                            | Stati Uniti  | Los Angeles  | Stati Uniti    |
| 1959      | Pennelope Anne Coelen          | Stati Uniti  | Los Angeles  | Stati Uniti    |
| 1960      | Wendy Barrie                   | Stati Uniti  | Hollywood    | Stati Uniti    |
| 1961      | Gulseren Uysal                 | Turchia      | Hollywood    | Stati Uniti    |
| 1962      | Kim Carlton                    | Stati Uniti  | Istanbul     | Turchia        |
| 1963      | Muguette Fabris                | Francia      | Istanbul     | Turchia        |
| 1964      | Edna Park                      | Nigeria      | Istanbul     | Turchia        |
| 1965      | Virpi Miettinen                | Finlandia    | Istanbul     | Turchia        |
| 1966      | Sue Gallie                     | Australia    | Istanbul     | Turchia        |
| 1967      | Yelda Gürani Saner             | Turchia      | Istanbul     | Turchia        |
| 1968      | ???                            | Turchia      | La Valletta  | Malta          |
| 1969      | Pam Denormandie                | Australia    | La Valletta  | Malta          |
| 1970      | Gina Philbrook                 | Stati Uniti  | La Valletta  | Malta          |
| 1971      | Sandra Hines                   | Stati Uniti  | La Valletta  | Malta          |
| 1972      | June Tedeschi                  | Svezia       | La Valletta  | Malta          |
| 1973      | Jaime Rotwitt                  | Stati Uniti  | Weirs Beach  | Malta          |
| 1974      | Kim Nickerson                  | Stati Uniti  | Istanbul     | Turchia        |
| 1975      | Peggy Spellacy                 | Stati Uniti  | Istanbul     | Turchia        |
| 1976      | Carolyn Marcil                 | Belgio       | Istanbul     | Turchia        |
| 1977      | Carolyn Prince                 | Regno Unito  | Istanbul     | Turchia        |
| 1978      | Sally Pickett                  | Isole Cayman | Hampshire    | Stati Uniti    |
| 1979      | Diane McGarry                  | Stati Uniti  | Hampshire    | Stati Uniti    |
| 1980      | Linda Brackett                 | Stati Uniti  | Hampshire    | Stati Uniti    |
| 1981      | Donna Marie Hebert             | Stati Uniti  | Istanbul     | Turchia        |
| 1982      | Monica Rastallis               | Stati Uniti  | Istanbul     | Turchia        |
| 1983      | Donnalee Ingram                | Stati Uniti  | California   | Stati Uniti    |
| 1984      | Heather Brotherton             | Stati Uniti  | Kentucky     | Stati Uniti    |
| 1985      | Janice Hart                    | Stati Uniti  | Hollywood    | Stati Uniti    |
| 1986      | Michelle LaChance              | Stati Uniti  | Hollywood    | Stati Uniti    |
| 1987      | Leyla Sesbes                   | Stati Uniti  | Hollywood    | Stati Uniti    |
| 1988      | Yajaira Cristina Vera Roldán   | Venezuela    | Bodrum       | Turchia        |
| 1989      | Karina Berger                  | Svizzera     | Istanbul     | Turchia        |
| 1990      | Yormery Ortega Sánchez         | Venezuela    | Bursa        | Turchia        |
| 1991      | Minna Kuukka                   | Finlandia    | Aspendos     | Turchia        |
| 1992      | Leila Schuister                | Finlandia    | Aspendos     | Turchia        |
| 1993      | Polina Vikhovskaya             | Russia       | Istanbul     | Turchia        |
| 1994      | Skye-Jilly Edwards             | Australia    | Istanbul     | Turchia        |
| 1995      | Minna Maki-Kalafrom            | Finlandia    | Istanbul     | Turchia        |
| 1996      | Kimberly Lawrence              | Stati Uniti  | Istanbul     | Turchia        |
| 1997      | Petra Hlavacova                | Rep. Ceca    | Istanbul     | Turchia        |
| 1998      | Karin Laasmae                  | Estonia      | Istanbul     | Turchia        |
| 1999      | Jana Tairova                   | Turkmenistan | Istanbul     | Turchia        |
| 2000      | Joan Carolina Chópite Sute     | Venezuela    | Girne        | Cipro del Nord |
| 2001      | Maricar Manalaysay Balagtas    | Filippine    | Istanbul     | Turchia        |
| 2002      | Jennifer Schooler              | Stati Uniti  | Istanbul     | Turchia        |
| 2003      | Priscilla Meirelles de Almeida | Brasile      | Antalya      | Turchia        |
| 2004      | Kristina Slavinskaya           | Russia       | Durazzo      | Albania        |
| 2005      | Lucia Liptakova                | Slovacchia   | Tirana       | Albania        |
| 2006      | Viviana Ramos Lisbeth Puma     | Venezuela    | Sarandë      | Albania        |
| 2007      | Helene Cristina Alves da Silva | Brasile      | Tirana       | Albania        |
| 2008      | Almeda Abazi                   | Albania      | Tirana       | Albania        |
| 2009      | Samah Gahfaz                   | Algeria      | Durazzo      | Albania        |
| 2010      | Yeni Fe Solis Duran            | Spagna       | Girne        | Cipro del Nord |
| 2011      | Nina Elise Fjalestad           | Norvegia     | Magusa       | Cipro del Nord |
| 2012-2013 | Jakelyne Oliveira Da Silva     | Brasile      | Lefkose      | Cipro del Nord |
| 2014      | Esma Voloder                   | Australia    | Baku         | Azerbaigian    |